# X&Y
X&Y är Coldplays tredje musikalbum, utgivet i juni 2005. Det innehåller bland annat låten "Speed of Sound" som utsågs till årets låt vid MTV Europe Music Awards 2005. Extraspåret "'Til Kingdom Come" är en hyllning till Johnny Cash.
Skivan är även definierad som så kallad stadionrock och rymmer ett sound med tydliga och djupa trummor samt kraftiga toppar på diskanten, inte minst sångmässigt.
Albumet toppade försäljningslistorna i en rad länder, däribland Storbritannien och USA.
Singeln "Talk" blev 2006 års näst största hit på Trackslistan.

## Låtlista
1. "Square One" - 4:47
2. "What If" - 4:57
3. "White Shadows" - 5:28
4. "Fix You" - 4:54
5. "Talk" - 5:11
6. "X&Y" - 4:34
7. "Speed of Sound" - 4:48
8. "A Message" - 4:45
9. "Low" - 5:32
10. "The Hardest Part" - 4:25
11. "Swallowed in the Sea" - 3:58
12. "Twisted Logic" - 5:01
13. "'Til Kingdom Come" - 4:10 (extraspår)